# Pagoda Shwemawdaw

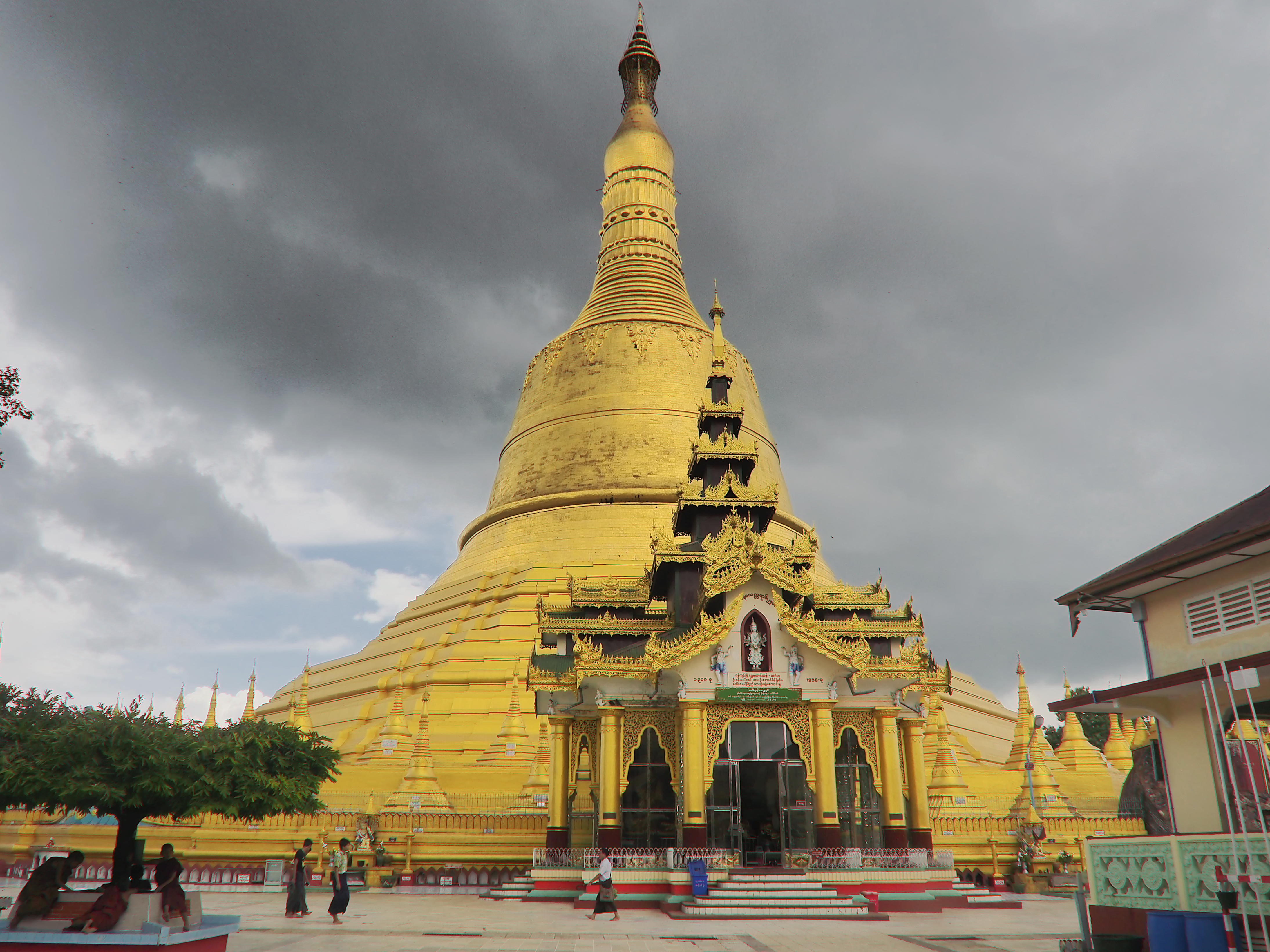
La pagoda Shwemawdaw

La pagoda Shwemawdaw (in birmano ရွှေမောဓော ဘုရား) è uno stupa situato nella città di Pegu in Birmania. È probabilmente il monumento più antico della città. Meta di pellegrinaggio a causa delle reliquie che vi si trovano con i suoi 114 metri di altezza è visibile fin da lontano.
Nel corso dei secoli la pagoda è stata più volte distrutta e ricostruita in seguito a terremoti.

## Storia
La data di fondazione della pagoda è incerta. La leggenda vuole che la pagoda fu fondata durante una visita del Buddha al sovrano del leggendario regno di Suvarnabhumi.
Un'iscrizione in pāli rinvenuta negli anni 1950 fa risalire la costruzione di uno stupa all'anno 1348 ad opera del sovrano mon Binnya U (o Banya U), lo stupa fu poi ampliato dal figlio. La pagoda fu ricostruita da Dhammaceti, sedicesimo sovrano di Hanthawaddy e dalla suocera, la regina Shinsawbu, dal 1458 al 1462. All'epoca secondo la tradizione mon si riteneva che contenesse un dente di Buddha, reliquia che vi era giunta da Thaton, antica capitale del regno omonimo.
Nel tempo la leggenda mon venne soppiantata da altre leggende secondo le quali nella pagoda si trovano otto reliquie che erano collocate in altrettanti stupa alla base della pagoda. Dopo l'invasione da parte del sovrano Alaungpaya e con i suoi successori prese piede la leggenda dei due capelli di Buddha portati a Pegu dall'India da due commercianti locali.
La pagoda venne ripetutamente danneggiata dai terremoti del 1739, 1744 e 1757, venne ricostruita da Bodawpaya (1745 – 1819), settimo sovrano della Dinastia Konbaung.
Danneggiata nuovamente dal terremoto del 1917 venne ricostruita, nel 1923 era alta 93 metri. Venne nuovamente danneggiata dal terremoto del 1930. La ricostruzione subì rallentamenti anche a causa della seconda guerra mondiale e incominciò solo nel 1951 dando alla pagoda il suo aspetto attuale che assomiglia a quello delle descrizioni del tardo XVIII secolo.

## Museo
Il museo situato alla base della pagoda ospita reperti rinvenuti nell'area circostante tra cui tavolette votive e oggetti smaltati, vi si trovano anche elementi architettonici della pagoda derivanti dalle varie ricostruzioni e ritrovamenti degli scavi effettuati a Pegu all'inizio del XX secolo.